# Hokke-ji
Le Hokke-ji (法華寺, Hokke-ji), est un temple bouddhiste situé à Nara au Japon.
Hokke-ji est construit en 745 par l'impératrice Kōmyō, à l'origine comme couvent sur l'emplacement où se trouvait le manoir de son père, Fujiwara no Fuhito. Selon les registres conservés par le temple, la construction initiale a duré jusqu'à environ 782. Le temple avait autrefois un grand complexe avec plusieurs salles et portes ainsi que deux pagodes.
Le féroce siège de Nara en 1180 n'épargne pas le Hokke-ji. Après les reconstructions des XIIe et XIIIe siècles, le complexe est de nouveau touché par les combats de la guerre civile durant l'époque Sengoku.

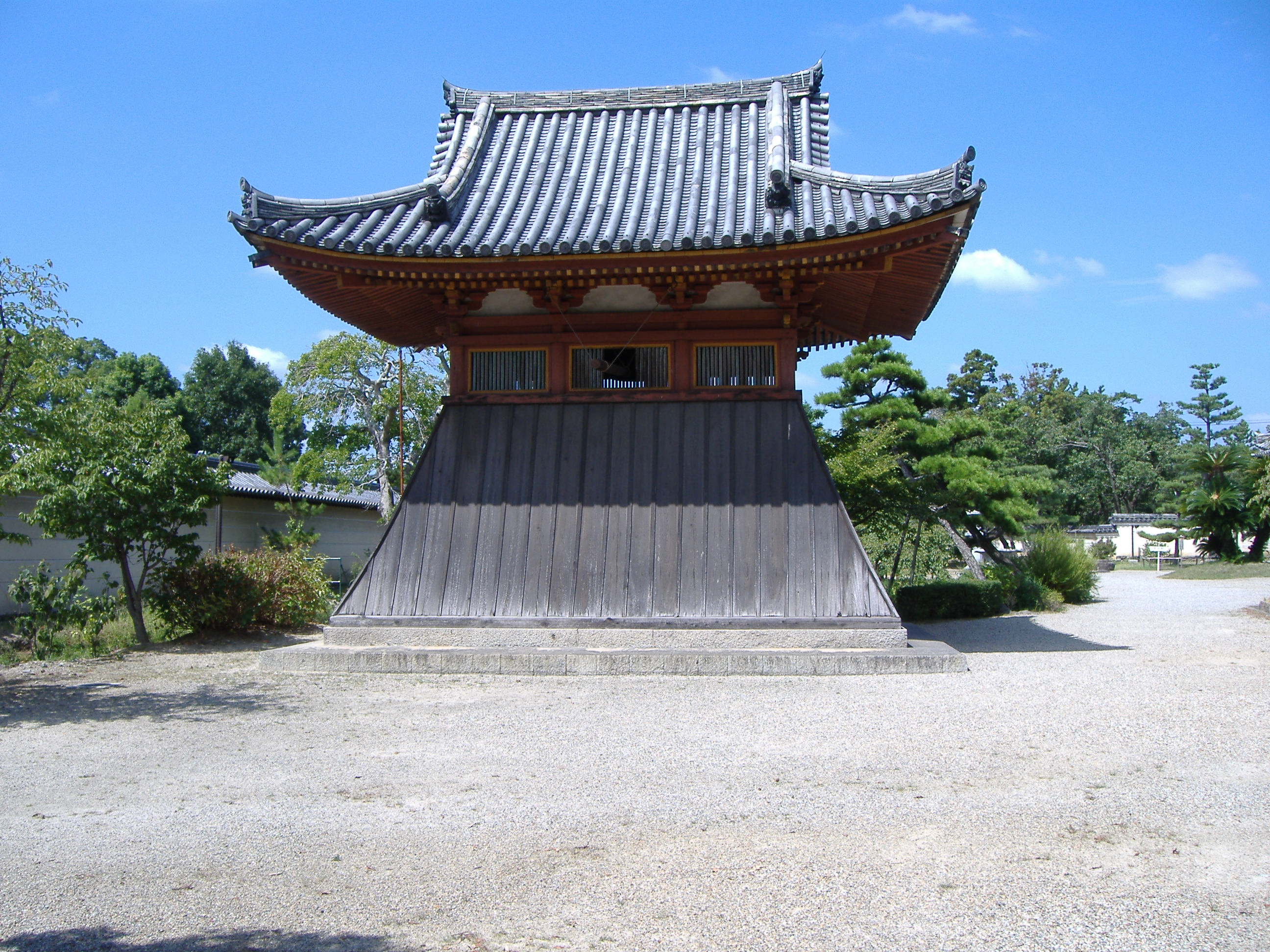
La tour de la cloche.

L'actuel bâtiment principal, le shōrō et la porte du sud sont des reconstructions du XVIe siècle, financées par Toyotomi Hideyori et sa mère, Dame Yodo. 
Le principal objet de culte du temple est la statue en bois aux onze visages de Kannon, qui est classé trésor national du Japon. Le temple abrite également un bâtiment de bains construit à l'origine construit par l'impératrice Kōmyō et qu'elle rend accessible au public.

## Source de la traduction
- (en) Cet article est partiellement ou en totalité issu de l’article de Wikipédia en anglais intitulé « Hokke-ji » (voir la liste des auteurs).